# Ông Hồng
Ông Hồng (sinh ngày 17 tháng 9 năm 1968) là một nữ diễn viên và cựu hoa hậu người Trung Quốc trú tại Hồng Kông.

## Xuất thân
Ông Hồng sinh ngày 17 tháng 9 năm 1968 tại Bắc Kinh. Ở tuổi 12, Ông chuyển đến Hồng Kông sinh sống.

## Sự nghiệp
Ông Hồng khởi nghiệp giải trí với nghề người mẫu và vũ công. Năm 1989, cô trở thành á hậu 1 của cuộc thi Hoa hậu châu Á Thái Bình Dương và từng thắng giải cuộc thi hoa hậu Miss Asia Pageant. Cô đã đại diện cho Hồng Kông tham dự cuộc thi Hoa hậu Thế giới 1989, song không giành được chiến thắng. Cô nổi tiếng nhờ những vai diễn trong các bộ phim cấp III. Cô đã xuất hiện trong các phim Thập đại khốc hình thời Mãn Thanh, Thập nhị phòng thanh lâu, Romance of the Vampires, Fake Pretty Woman và nhiều phim khác.

## Đời tư
Năm 2003, Ông Hồng cưới Ngũ Vĩ Kiệt (伍偉傑), phó CEO một sòng bạc của Mỹ. Vụ hôn nhân chấm dứt vào năm 2005. Tháng 1 năm 2007, cô kết hôn với Lưu Huân Hạo (劉倫浩), một chủ phòng tập gym chuyên nghiệp; hai người đón con gái đầu lòng Crystal vào tháng 10 năm ấy. Năm 2009, cô và Hạo được chỉ định là người phát ngôn cho chiến dịch thuyết phục người dân tìm kiếm sự giúp đỡ đối với các bệnh lây truyền qua đường tình dục do chính phủ Trung Quốc triển khai.

## Danh sách phim
- 1989 The Iron Butterfly.[7]
- 1991 Khiêu vũ với Rồng - Củng Đại Na.[8]
- 1992 Freedom Run Q
- 1992 Cám dỗ từ linh giới
- 1993 Không thể ngăn nổi cơn gió tình yêu em
- 1993 Guns Of Dragon
- 1993 My Pale Lover
- 1983 My Virgin
- 1993 Sexy Story
- 1994 Túy quyền II
- 1994 Thập đại khốc hình thời Mãn Thanh - Tiểu Bạch Thái.[9]
- 1994 Thập nhị phòng thanh lâu
- 1984 The Power of Money
- 1984 Romance of the Vampires
- 1994 Bí mật sinh hoạt của Từ Hy
- 1994 Bloody Brothers
- 1994 Fatal Obsession
- 1994 Túy sinh mộng: Tử chi loan, tử chi hổ
- 1994 The Wild Lover[10]
- 1995 Black Dream
- 1995 A Fake Pretty Woman
- 1985 Spike Drink Gang
- 1995 Lover of the Last Empress
- 1996 Hero of Swallow[11]
- 1997 The Jail in Burning Island
- 1997 Walk In
- 1998 Exodus from Afar
- 1998 Nightmare Zone
- 1999 Si mị võng lượng
- 2000 Legendary four: Tứ đại tài tử
- 2001 Yvonne Yung: Fantastic Dream Japanese Vacation (Pictorial Videos)
- 2002 Freaky Story
- 2003 The Murderer is My Wife
- 2003 Return of Devil
- 2004 Twin of Brothers
- 2006 The Great Dunhuang
- 2011 Hoạt Phật Tế Công
- 2012 Tales of Two Cities
- 2012 All for Love
- 2013 Born to Love You
- 2014 Anh hùng chi chiến
- 2014 Town of the Dragon
- 2014 Give Seven Days
- 2016 Like Life[12]
- 2017 Tổng tài tại thượng mã tại hạ
- 2019 Hello Love [13]